# Perissopmeros quinguni
Perissopmeros quinguni är en spindelart som först beskrevs av Moran 1986.  Perissopmeros quinguni ingår i släktet Perissopmeros och familjen Malkaridae.
Artens utbredningsområde är New South Wales. Inga underarter finns listade i Catalogue of Life.